# Riccia rorida
Riccia rorida là một loài rêu trong họ Ricciaceae. Loài này được Na-Thalang mô tả khoa học đầu tiên năm 1980.